# Людовик VI Гладкий
Людо́вик VI Гладки́й (фр. Louis VI de France, Louis le Gros; 1 грудня 1081, Париж — 1 серпня 1137, Бетізі-Сен-П'єр) — король Франції з липня 1108 року до самої смерті, п'ятий король з династії Капетингів. Хроніки називають його королем Сен-Дені.

## Життєпис
Син короля Франції Філіпа I та його першої дружини Берти Голландської. Навчався в абатстві Сен-Дені разом з Сюжером. Людовик VI був одружений з Люсьєн де Рошфор (1104) і Аделаїдою Савойською (1115). Помер від дизентерії, похований у базиліці Сен-Дені.

## Правління
Людовик VI намагався підтримувати добрі стосунки з папою Римським Григорієм VII і не дав цісарю Священної Римської імперії Генріху V втягнути себе у боротьбу з папою. Впродовж свого правління Людовик VI боровся з «бунтівними баронами», які турбували Париж, а також з норманськими королями Англії, що намагались заволодіти землями Нормандії.

## Родина
1 Дружина — Люсьєн де Рошфор
Діти:
- Ізабела Французька (1105—1175).

2 Дружина — Аделаїдою Савойською
Діти:
- Філіпп Молодий (1116—1131), король Франції
- Людовик VII Молодий (1120—1180, король Франції з 1137 року
- Генріх Французький (1121—1175), єпископ Бове, архиєпископ Реймса
- Юг (нар. 1123), помер в дитинстві;
- Роберт I де Дро (1123—1188), граф де Дро;
- Констанс Французька (1124—1180), дружина Юсташа IV, графа Бульонського;
- Філіп (1125—1261) — єпископ Парижа;
- П'єр де ла Куртене (1125—1182).